# Joachim Wohlgemuth
Joachim Wohlgemuth (* 27. Juni 1932 in Prenzlau; † 9. Oktober 1996 in Mirow) war ein deutscher Schriftsteller.

## Leben
Joachim Wohlgemuth war der Sohn eines Zimmermanns und einer Schneiderin. Er besuchte bis 1947 die Schule und war anschließend zwei Jahre Laufbursche bei einer landwirtschaftlichen Ein- und Verkaufsgenossenschaft sowie ein Jahr lang Bauarbeiter und Pionierleiter. Von 1950 bis 1953 besuchte er die Arbeiter-und-Bauern-Fakultät in Potsdam; es folgte ein Studium der Philosophie an der Universität Leipzig, das er 1958 mit dem Grad eines Diplom-Philosophen abschloss. Er studierte zusammen mit Uwe Johnson. Danach war er Kulturfunktionär, er war Angestellter beim Rat des Kreises Waren (Müritz) und arbeitete mit in der Neulandbewegung beim Jugendobjekt „Friedländer Große Wiese“. Seit 1959 lebte er als freier Schriftsteller im mecklenburgischen Neustrelitz, zuletzt in Mirow.
Joachim Wohlgemuth war Verfasser von Erzählungen, Romanen, Hörspielen und Fernsehdrehbüchern. Seine Werke schildern in
realistischer Weise ländliches Leben in der DDR. Seinen größten Erfolg erzielte Wohlgemuth mit dem Jugendroman Egon und das achte Weltwunder, der der sog. „Ankunftsliteratur“ zugerechnet wird und dessen Gesamtauflage bei mehr als 500.000 verkauften Exemplaren lag. Er verfasste auch das Drehbuch zur Verfilmung des Romans. Nach der Wende in der DDR veröffentlichte er eine Reihe von Kriminalromanen.
1984 entstand die Verfilmung Das Puppenheim in Pinnow.
Joachim Wohlgemuth gehörte seit 1962 dem Schriftstellerverband der DDR an; ab 1987 leitete er den Bezirksverband Neubrandenburg.
Bei der Aufarbeitung der Geschichte des Literaturzentrums Neubrandenburg ergab sich, dass Wohlgemuth mit der Stasi kooperierte. Nach einer Studie der Berliner Germanistin Christiane Baumann hat er für das MfS als Inoffizieller Mitarbeiter „Paul“ bzw. „Paul Fiedler“ Spitzeldienste geleistet.
Das Urnengrab von Joachim Wohlgemuth auf dem Waldfriedhof Carlshöhe in Neubrandenburg wurde nach Ablauf der Ruhefrist eingeebnet.

## Werke
- Egon und das achte Weltwunder, Berlin 1962
- Erlebnisse eines Neugierigen, Berlin 1962
- Verlobung in Hullerbusch, Berlin 1969 (verfilmt 1979)
- Der Vater bin ich, Berlin 1977
- Das Puppenheim in Pinnow, Berlin 1983
- Blutiger Kies, Berlin 1993
- Die Jesewitzer Affäre, Neustrelitz 1995
- Auf halbem Weg zum Glück, Berlin 1996
- Brandzone, Berlin 1996

## Filmografie
- 1964: Egon und das achte Weltwunder
- 1984: Das Puppenheim in Pinnow

## Hörspiele
- 1963: Der Schweine-Wilhelm – Regie: Werner Grunow (Rundfunk der DDR)

## Auszeichnungen
- Kunstpreis der FDJ 1962
- Fritz-Reuter-Preis des Bezirkes Neubrandenburg (1962 und 1973)[1]
- Vaterländischen Verdienstorden in Gold (1984)